# Penstemon rupicola
Penstemon rupicola là một loài thực vật có hoa trong họ Mã đề. Loài này được (Piper) Howell mô tả khoa học đầu tiên năm 1901.

## Hình ảnh

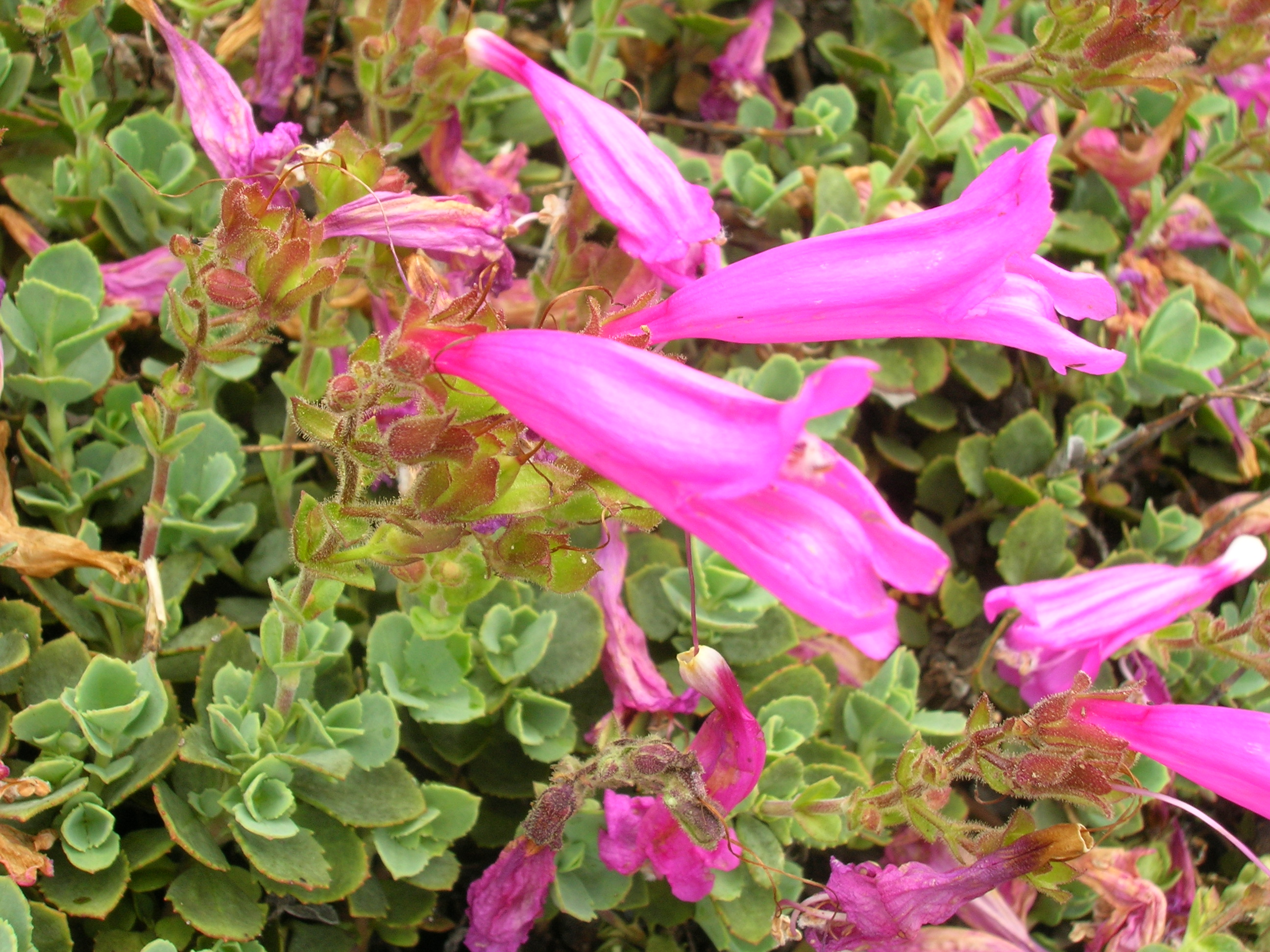
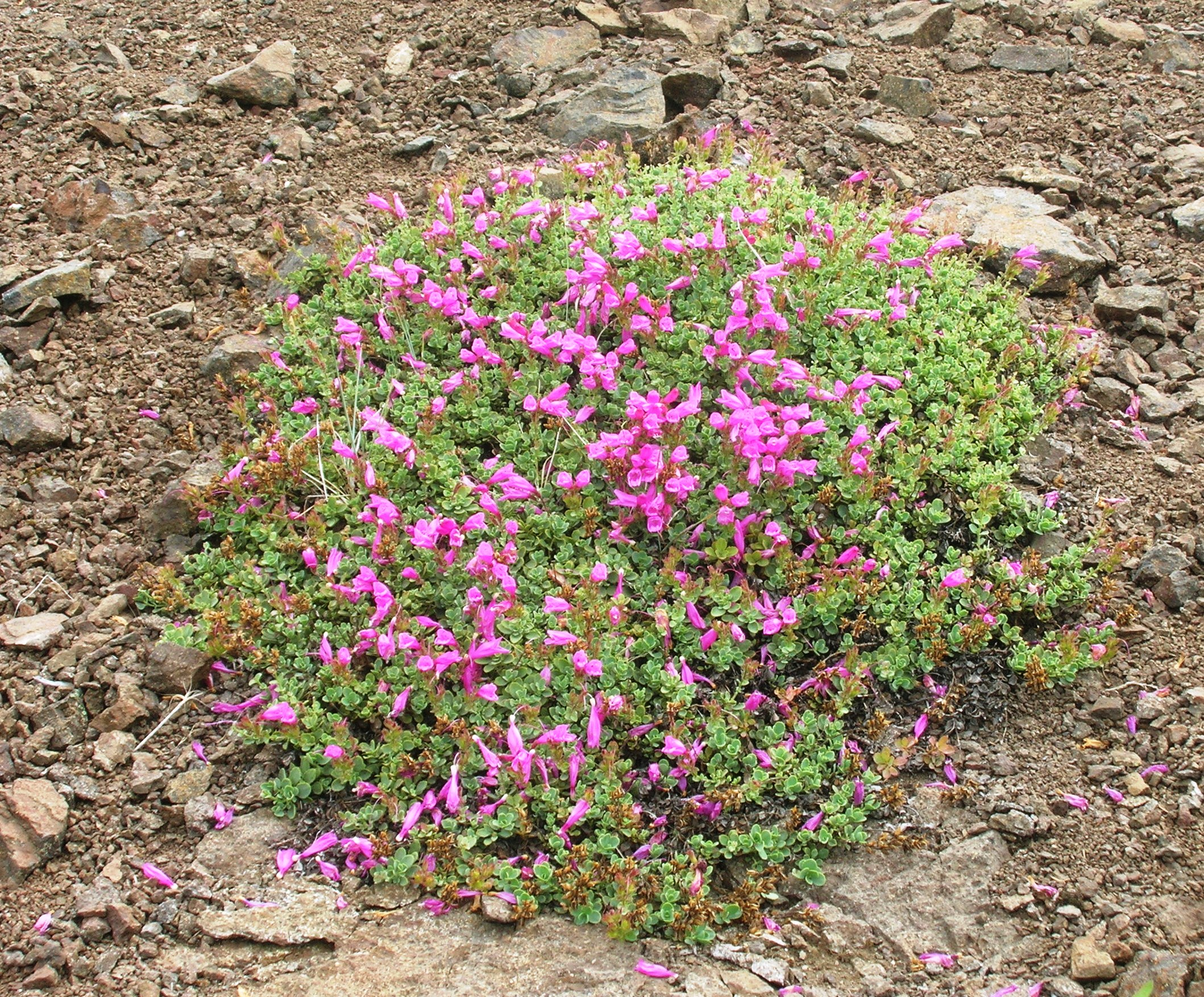
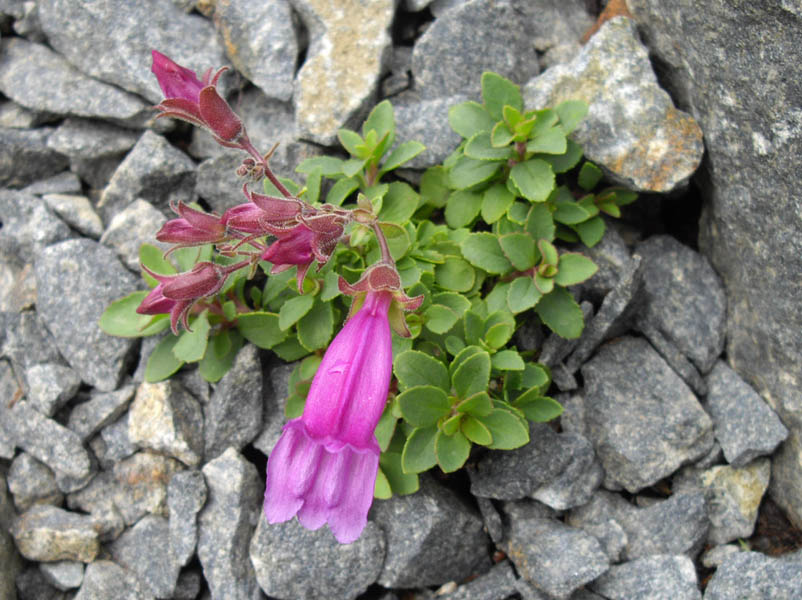
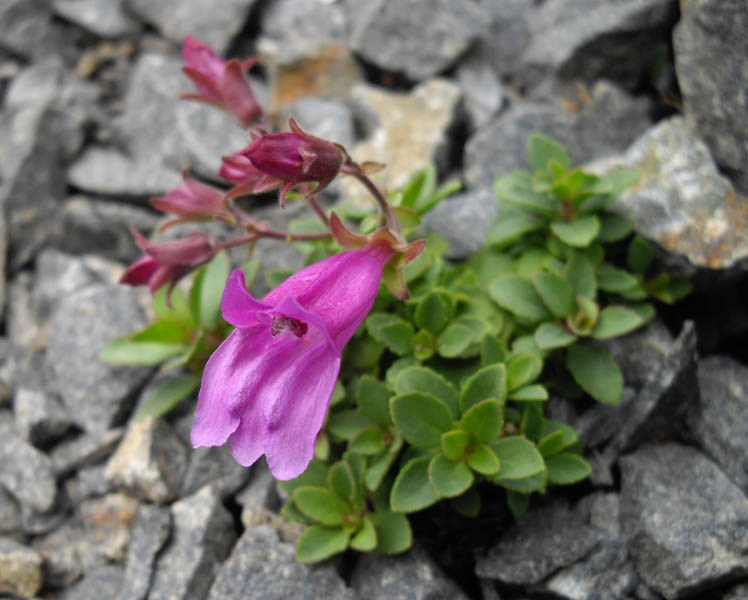